# 豊橋市立羽根井小学校
豊橋市立羽根井小学校（とよはししりつ はねいしょうがっこう）は、愛知県豊橋市羽根井本町にある公立小学校。

## 概要
- 羽根井本町、羽根井町、羽根井西町、野黒町、立花町、往完町、白河町、八通町、錦町、花中町、中郷町が校区であり、公立中学校の進学先は豊橋市立羽田中学校である。

## 沿革
- 1933年（昭和8年） - 花田尋常小学校から分離し、羽根井尋常小学校として開校。
- 1941年（昭和16年）4月1日 - 羽根井国民学校に改称する。
- 1947年（昭和22年）4月1日 - 豊橋市立羽根井小学校に改称する。
- 1989年（平成元年） - 新校舎が完成する。

## 交通アクセス
- 東海道新幹線・東海道本線・飯田線・名鉄名古屋本線豊橋駅下車、徒歩約15分。
- 豊橋鉄道渥美線新豊橋駅下車、徒歩約15分。
- 豊橋鉄道東田本線駅前停留場下車、徒歩約18分。

## 周辺施設
- 豊橋市立羽田中学校
- 豊橋市立花田小学校
- 豊橋市立松山小学校
- 花ケ崎保育園
- 豊橋市中央図書館
- 豊橋花田郵便局
- 豊橋往還郵便局
- 蒲郡信用金庫花田支店
- ホテルアソシア豊橋
- ABホテル豊橋
- ニュー東洋ホテル1
- 豊橋駅
- 新豊橋駅